# Thomas Brussig

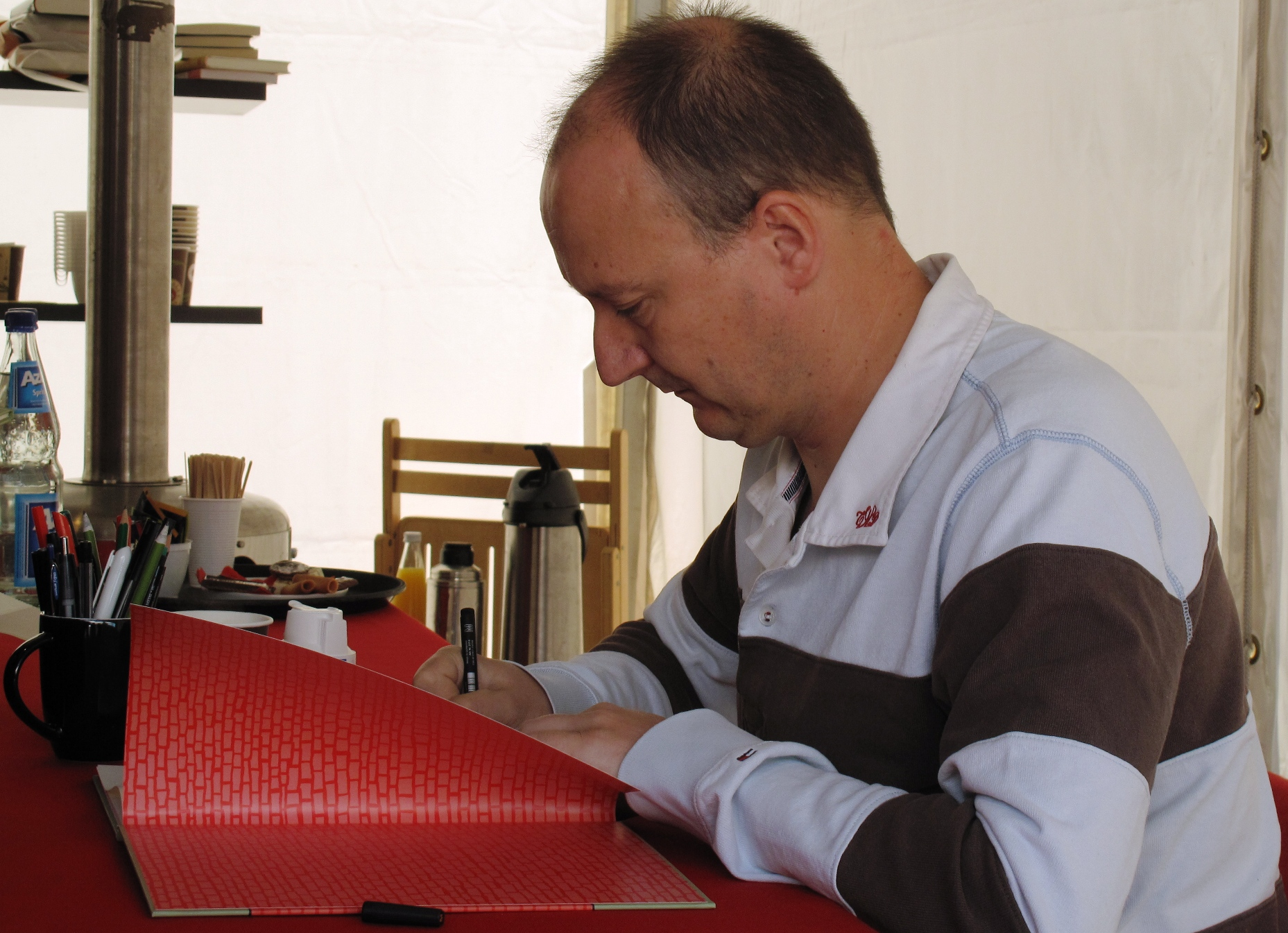
Thomas Brussig.

Thomas Brussig (nacido en 1964 en Berlín) es un escritor alemán. Brussig estudió sociología y dramaturgia. También utiliza el pseudónimo Cordt Berneburger. Se han realizado dos películas basadas en su obra: "Helden wie wir" y "Sonnenallee".

## Obra
Todas las novelas de Brussig publicadas hasta 2004 tratan de la República Democrática Alemana en tono satírico:
- Wasserfarben (Acuarelas) (1991)
- Helden wie wir (Héroes Como Nosotros) (1995)
- Am kürzeren Ende der Sonnenallee (En el Tramo Corto del Sonnenallee) (1999)
- Leben bis Männer (Viviendo Como Hombres) (2001)
- Wie es leuchtet (Cómo brilla) (2004)